# Karin Ekelund
Anna Karin Elisabet Ekelund, född 26 maj 1913 i Ystad, död 21 december 1976 i Oscars församling i Stockholm, var en svensk skådespelare, regissör, producent och sångare.

## Biografi
Karin Ekelund var dotter till lektor Sam Ekelund och Anna Lindström. Ekelund studerade vid Dramatens elevskola 1930–1933, varefter hon spelade både teater och film. Hon var engagerad vid Vasateatern 1934–1936, Oscarsteatern 1938–1939 och Malmö stadsteater från 1944.

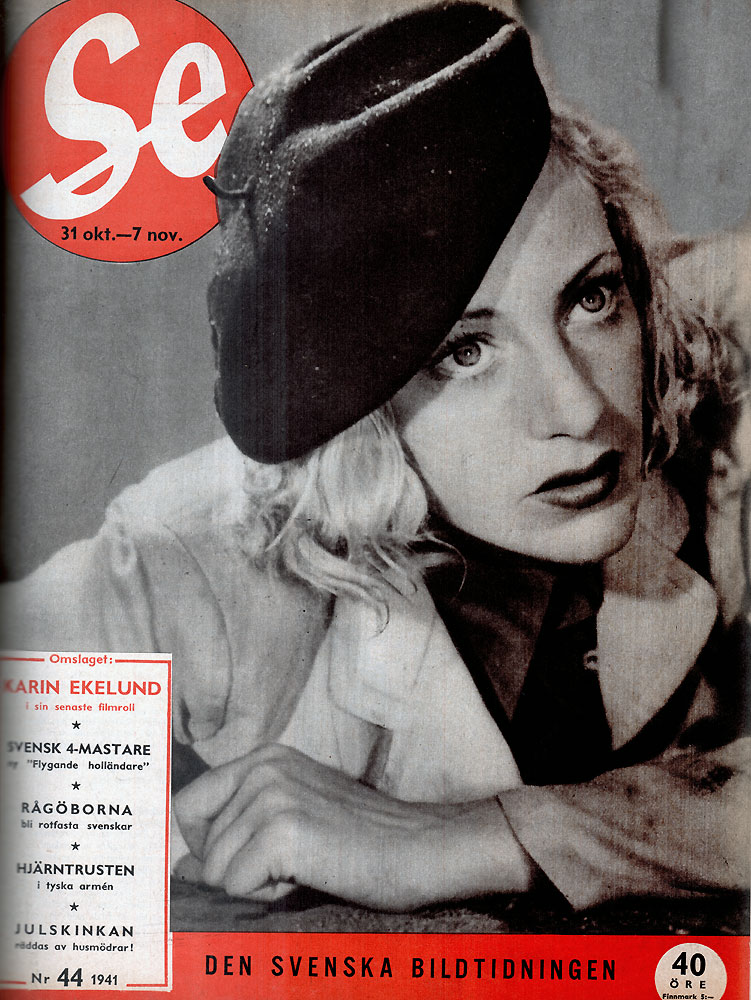
Karin Ekelund på omslaget av Se 1941

Sitt stora filmgenombrott fick hon som komediskådespelare i Hasse Ekmans Med dej i mina armar 1940 och som karaktärsskådespelare i Anders Henriksons Ett brott 1940.
1961 anställdes hon som första kvinnliga producent och regissör vid Radioteatern och förblev där livet ut. 
Hon var gift två gånger, första gången från 1937 med tandläkaren Rudolf Levin och andra gången från 1951 med NK-chefen Ragnar Sachs.
Karin Ekelund är begravd på Norra begravningsplatsen utanför Stockholm.

## Filmografi
- 1933 – Giftasvuxna döttrar
- 1933 – Hälsingar
- 1934 – Synnöve Solbakken
- 1934 – Flickorna från Gamla sta'n
- 1935 – Skärgårdsflirt
- 1935 – Flickor på fabrik
- 1936 – Våran pojke
- 1936 – Ä' vi gifta?
- 1936 – Familjen som var en karusell
- 1937 – Än leva de gamla gudar
- 1937 – Bergslagsfolk
- 1938 – Vingar kring fyren
- 1938 – Storm över skären
- 1938 – Kustens glada kavaljerer
- 1938 – Du gamla du fria
- 1940 – Ett brott
- 1940 – Med dej i mina armar
- 1941 – Lärarinna på vift
- 1941 – En kvinna ombord
- 1941 – Bara en kvinna
- 1942 – Farliga vägar
- 1943 – Stora skrällen
- 1943 – Som du vill ha mej
- 1943 – Sjätte skottet
- 1944 – Narkos
- 1944 – Snöstormen
- 1945 – Oss tjuvar emellan eller En burk ananas
- 1947 – Supé för två
- 1948 – Glada paraden
- 1955 – Så tuktas kärleken

## Teater

### Roller (ej komplett)
| År   | Roll                           | Produktion                                    | Regi               | Teater          |
| ---- | ------------------------------ | --------------------------------------------- | ------------------ | --------------- |
| 1932 | Jennie                         | Ungkarlspappan Edward Childs Carpenter        | Olof Molander      | Dramaten        |
| 1932 | Hélène                         | Fröken Jacques Deval                          | Olof Molander      | Dramaten        |
| 1932 | Fru Korobkin                   | Revisorn Nikolaj Gogol                        | Alf Sjöberg        | Dramaten        |
| 1932 | Kains flicka                   | Guds gröna ängar Marc Connelly                | Olof Molander      | Dramaten        |
| 1934 | Ingrid, Häggstadbondens dotter | Per Gynt (Peer Gynt) Henrik Ibsen             | Per Lindberg       | Kungliga Operan |
| 1934 | Laura Hudson                   | Män i vitt Sidney Kingsley                    | Per Lindberg       | Vasateatern     |
| 1934 | Christina                      | Hennes majestät modern Sidney Howard          | Pauline Brunius    | Vasateatern     |
| 1935 | Irene                          | Karriär-karriär Gábor Drégely                 | Gösta Ekman        | Vasateatern     |
| 1935 | Elisaveta Andrejevna           | Fedja eller Det levande liket Leo Tolstoj     | Per Lindberg       | Vasateatern     |
| 1935 | Rose Pflaumweich               | En förtjusande fröken Ralph Benatzky          | Gösta Ekman        | Vasateatern     |
| 1935 | Kati Schmizer                  | Gatumusikanter Paul Schurek                   | Sigurd Magnussøn   | Blancheteatern  |
| 1935 | Noéma                          | Noak André Obey                               | Per Lindberg       | Vasateatern     |
| 1935 | Angela                         | Kamratäktenskap Michael Egan                  | Per Lindberg       | Vasateatern     |
| 1935 | Portia                         | Köpmannen i Venedig William Shakespeare       | Per Lindberg       | Vasateatern     |
| 1936 | Mimi                           | Cassini de Paris Rudolf Lothar och Hans Adler | Harry Roeck Hansen | Vasateatern     |
| 1937 | Syster Ann                     | Doktor Clitterhouse Barré Lyndon              | Gösta Ekman        | Vasateatern     |
| 1937 | Hansi                          | I kärlek BC Ladislaus Bus-Fekete              | Martha Lundholm    | Vasateatern     |
| 1938 | Helena                         | Trojanska kriget blir inte av Jean Giraudoux  | Ernst Eklund       | Oscarsteatern   |
| 1944 | Bella Manningham               | Gasljus Patrick Hamilton                      | Olof Molander      | Oscarsteatern   |
| 1945 | Catherine Bowman               | Det blåser en vind Lillian Hellman            | Harry Roeck-Hansen | Blancheteatern  |

## Radioteater

### Roller
| År   | Roll           | Produktion                           | Regi        |
| ---- | -------------- | ------------------------------------ | ----------- |
| 1945 | Helena Salmson | Blotta misstanken Karl Ragnar Gierow | Alf Sjöberg |